# Węglik spiekany

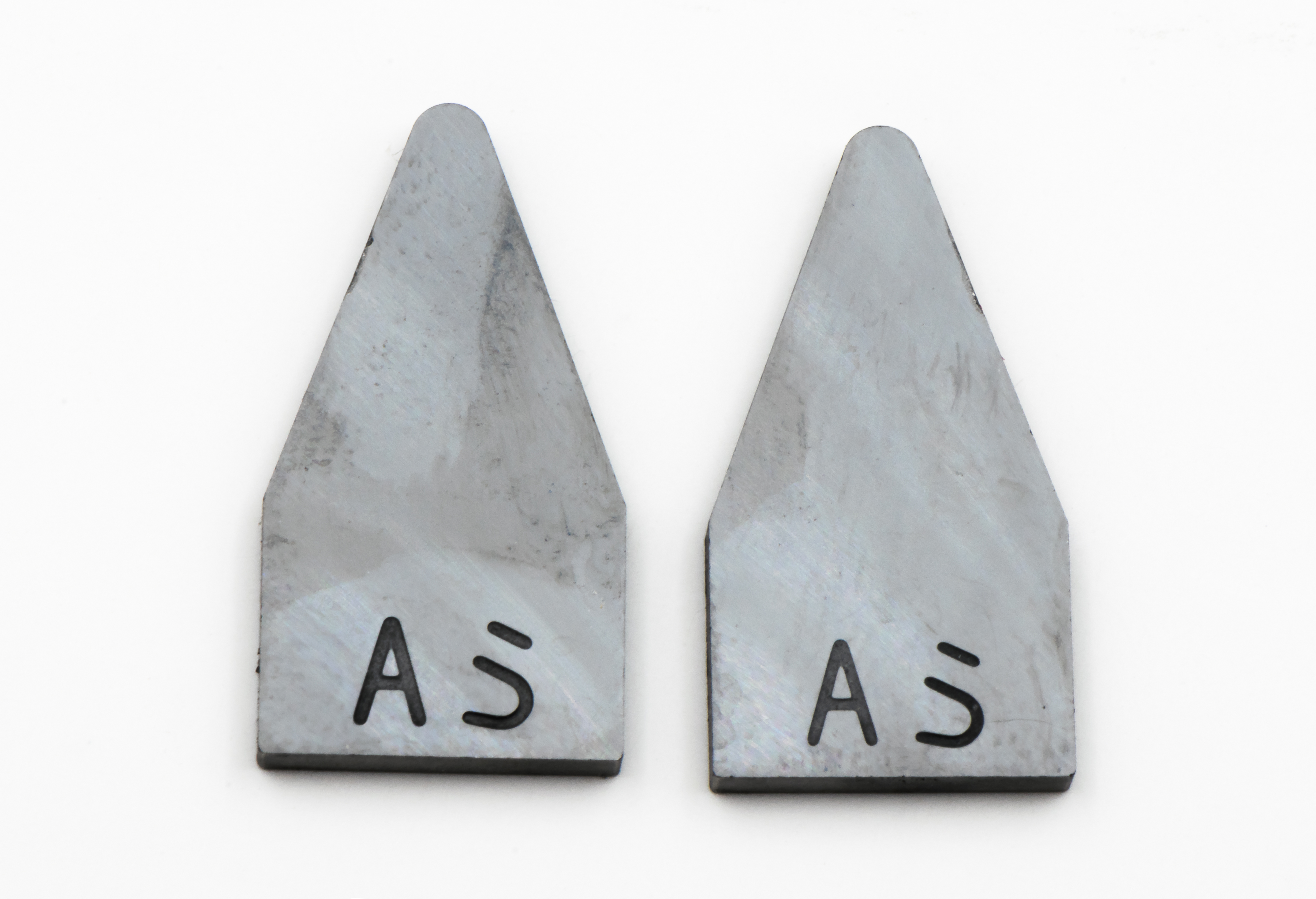
Noże z węgliku wolframu

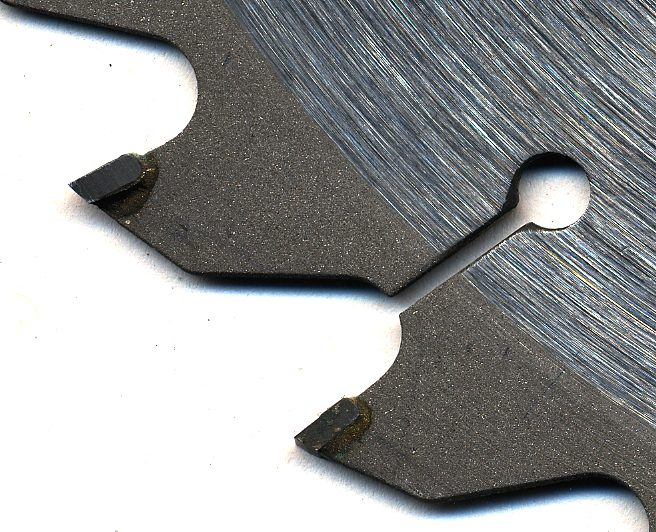
Zęby piły tarczowej (tarczy pilarskiej) z nakładkami z węglików spiekanych

Węglik spiekany, żargonowo widia – materiał narzędziowy uzyskany metodami metalurgii proszkowej z węglików metali, na przykład wolframu, tytanu, rzadziej tantalu, niobu, cyrkonu lub chromu.

## Charakterystyka
Rozdrobnione węgliki są poddawane sprasowaniu pod wpływem wysokich temperatur i ciśnienia. Spoiwem węglików spiekanych jest kobalt, czasem nikiel lub wanad. Elementy wykonane z węglików spiekanych charakteryzują się wysoką odpornością na ścieranie, twardością (900–1600 HV) i są mniej kruche od stellitów. Węgliki spiekane zachowują swoje właściwości skrawne do 850°C.

## Zastosowanie
Węgliki spiekane stosowane są do produkcji elementów tnących różnego typu narzędzi skrawających, między innymi noży tokarskich, wierteł, frezów.
Zastosowane jako narzędzia do obróbki skrawaniem pozwalają na wielokrotne zwiększenie prędkości skrawania. Nadają się do obróbki skrawaniem porcelany, stali hartowanej, żeliwa białego i innych materiałów. Używane są także do zbrojenia narzędzi górniczych (końcówki raczków) przy wierceniu otworów strzałowych, na kilofki do maszyn wrębowych, na słupki do koron wiertniczych, na wiertła obrotowo-udarowe.
Węglików spiekanych używa się także do wytwarzania oczek przeciągarek, głowic wiertniczych, wierteł stomatologicznych, kłów tokarskich, ciągadeł.
W Polsce produkcja węglików spiekanych rozpoczęta została przez Hutę Baildon w Katowicach w 1936 roku i trwa do dzisiaj w spółce Węgliki Spiekane Baildonit, będącej dawnym wydziałem Huty Baildon. 

## Trwałość
Wadą węglików jest ich kruchość, co powoduje, że z tego materiału wykonuje się tylko niewielkie płytki, przytwierdzane do korpusu narzędzi skrawających jako ostrza. Z korpusem łączy się je:
- trwale, przez lutowanie – po stępieniu płytki są ostrzone (co jest operacją czasochłonną i kosztowną)
- rozłącznie, przez różnego rodzaju mechaniczne mocowanie (płytki wieloostrzowe) – po zużyciu zmienia się ostrze lub wymienia płytkę.

Płytki wieloostrzowe najczęściej powleka się warstwami TiC, TiC i Al2O3 i dodatkowo trzecią warstwą TiN albo wielowarstwowo w różnych kombinacjach tych materiałów. Istnieje metoda dodatkowego zwiększenia trwałości płytki przez nagniatanie.

## Nazwy
Nazwa „widia” pochodzi z niemieckiego wie Diamant, co znaczy „jak diament”. W różnych krajach węgliki spiekane mają swoje nazwy branżowe, na przykład:
- pobiedit lub twiordyj spław – w Rosji
- seco lub coromant – w Szwecji
- carboloy, carbide lub ramet – w Stanach Zjednoczonych
- prolit – w Wielkiej Brytanii
- Hartmetall – w Niemczech.

Do określenia narzędzi wykonanych w całości z węglików spiekanych stosowany jest skrót VHM (z niem. Vollhartmetall).